# Поль Рассіньє
Поль Рассінье (фр. Paul Rassinier; 18 березня 1906 — †28 липня 1967) — французький вчений, політик, пацифіст, викладач історії, географії та літератури. Відомий ревізіонізмом і запереченням Голокосту. Під час Другої світової війни був ув'язненим у таборах Бухенвальд і Дора-Міттельбау.

## Біографія
Основною роботою Поля Рассіньє було викладання історії та географії в загальноосвітньому коледжі в Белфорті (College фр. d'enseignement general at Belfort, Academie de Besancon) в 1933—1943 роки. Під час Другої світової війни Рассінье займався пацифістською діяльністю, поки 30 жовтня 1943 не був арештований гестапо. Рассінье був членом французького Опору з моменту німецької окупації, що й послужило причиною для його арешту і подальшої відправки в німецькі концентраційні табори Бухенвальд і Дора-Міттельбау, в яких він пробув з 1943-го по 1945-й рік. Це настільки сильно зруйнувало його здоров'я, що він не зміг відновити викладацьку діяльність. По закінченню війни Рассіньє був нагороджений медаллю Опору. Він був обраний до палати депутатів, але на виборах в листопаді 1946 року зазнав поразки, значною мірою через махінації комуністів.

## Наукові праці та публіцистика
Після цього Рассіньє розпочав роботу над серією книг, що відображає життя в німецьких концентраційних таборах і містить систематичний і статистичний аналіз німецьких військових злодіянь. Послужний список Рассіньє — як особистий, так і ідеологічний — говорить про те, що навряд чи би знайшлася людина, у якого б було менше причин захищати Гітлера і націонал-соціалізм. Крім того, він завжди рішуче противився проявам антисемітизму у Франції та в інших країнах, особливо в Німеччині після 1933 року. У своїх роботах Рассінье не намагається відбілити німців. Як ревізіоніст історії, в традиціях Гаррі Елмера Барнса (Harry Elmer Barnes), Чарльза Берда (Charles A. Beard), Германа Хессе (Herman Hesse), Фредеріка Баусмана (Frederick Bausman), його метою є просто «вести чесний запис подій».
Найважливішими роботами Рассінье є:
- «Брехня Одисея» («Le Mensonge d'Ulysse», 1950) — про особистий досвід перебування в концтаборах. В книзі він затаврував як широкомасштабні перебільшення так званих «розповідей тих, хто вижив». Назва книги походить від благочестивого брехуна Одисея, який до сотень, дійсно перенесених страждань, додав ще тисячі, тобто автор натякає також на людську пристрасть до фантазування.
- «Одіссея зраджують свої» («Ulysse trahi par les Siens», 1960) — про перебільшення французьких пропагандистів і самозванців, що стосуються німецьких концтаборів.

Останні опубліковані праці Поля Рассінье, що завершують його монументальну працю:
- «Справжній процес над Ейхманом» («Le Veritable Proces Eichmann», 1962)
- «Драма європейських євреїв» («Le Drame des Juifs European», 1964) — в ній Рассіньє намагається спростувати міф про німецьку сатанинську жорстокість. В цій книзі він прийшов до висновку, що газом взагалі ніякого не вбивали або то були лише окремі випадки, справа якихось божевільних. В «Драмі європейських євреїв» Рассіньє писав: «Щоразу, ледве до мене за останні 15 років доходили відомості, ніби у вільній частині Європи десь живе свідок, знайомий з камерами, я одразу прямував до нього, щоб вислухати його розповідь. І кожен раз кінець був один: коли, на основі своїх матеріалів, я ставив очевидцеві ряд цілеспрямованих питань, він рано чи пізно зізнавався, що сам не бачив описувані події, а викладав розповідь близького друга, який загинув в ув'язненні, у правдивості якого він не сумнівався. Так я об'їздив Європою тисячі кілометрів».
- «Le Vicaire» — руйнівна критика книги Рольфа Хоххута (Rolf Hochhuth) «The Deputy».

Головною заслугою праць Рассіньє вважають крах міфу про німецьку «злостивість». Рассіньє визнає, що насіння війни невід'ємно притаманні вкрай несправедливій економічній системі, як він коротко і лаконічно пояснює в передмові до неопублікованої колекції своїх робіт.

## Виноски
1. 1 2 3  Bibliothèque nationale de France BNF: платформа відкритих даних — 2011.
2. 1 2  Sycomore / Assemblée nationale
3. 1 2  Херберт Розмэн — Поль Рассинье, ревизионист истории. Архів оригіналу за 24 липня 2010. Процитовано 29 серпня 2010.